# Михаел Мелас
Михаел Мелас (12. мај 1729 – 31. мај 1806) је био аустријски генерал.

## Биографија
Учествовао је у Седмогодишњем рату у склопу армије Леополда Јозефа Дауна. Учествовао је и у Рату друге коалиције (Француски револуционарни ратови). Запажен је при пробоју контравалационе линије код Мајнца и заузимању Манхајма 1795. године. Године 1799. постављен је на чело аустријских трупа у Италији под Суворовим. Учествовао је у биткама на Требији и код Нови Лигуреа. После Суворовог одласка у Швајцарску, самостално командује у Италији. У Пијемонту 1799. године препушта иницијативу слабијим Французима, а у пролеће наредне године са надмоћним снагама заузима Ђенову и сву Ривијеру до реке Вара. Када је Наполеон преко Алпа упао дубоко у његову позадину, Мелас га је напао код Маренга и био тучен у последњем тренутку. Према споразуму у Алесандрији, Мелас се повукао из Минча.